# 腹紋吻棘鰍
腹紋吻棘鰍為輻鰭魚綱合鰓目刺鰍亞目刺鰍科的其中一種，分布於亞洲湄公河、湄南河流域，體長可達16公分，棲息在沙石底質的溪流，在夜晚時活動，屬肉食性，以昆蟲、蠕蟲、甲殼類為食，可做為觀賞魚。